# Angelitos negros
Angelitos negros é uma telenovela mexicana, produzida pela Televisa e exibida em 1970 pelo El Canal de las Estrellas.

## Elenco
- Silvia Derbez - Nana Mercé
- Alicia Rodríguez - Ana Luisa de la Fuente
- Manuel López Ochoa - Juan Carlos Flores
- Titina Romay - Isabel
- Antonio Raxel - Don Luis de la Fuente
- Josefina Escobedo - Carlota / Elisa
- Lilia Aragón - Jova
- Juanita Hernández Mejía - Belén Flores de la Fuente
- Malú Reyes - Malú
- Armando Velasco - Padre Padilla
- Miguel Macía - Sr. Sánchez
- Fernando Mendoza - Lic. Peláez
- Raúl "Chato" Padilla - Don Romualdo
- Rafael del Río - Toño
- Norma Jiménez Pons - María Flora
- Gerardo del Castillo - Don Laureano